# Barton Creek
Barton Creek è un census-designated place (CDP) degli Stati Uniti d'America della contea di Travis nello Stato del Texas. La popolazione era di 3 077 abitanti al censimento del 2010.
Barton Creek è una delle località più ricche del Texas. È il sobborgo più ricco di Austin, e si colloca al secondo posto in tutto il Texas, in base al reddito pro capite, dietro Piney Point Village.

## Geografia fisica
Barton Creek è situata a 30°17′08″N 97°51′57″W (30.285534, -97.865771).
Secondo lo United States Census Bureau, il CDP ha una superficie totale di 12,87 km², dei quali 12,87 km² di territorio e 0 km² di acque interne (0% del totale).
Si trova circa 7 miglia (11 km) ad ovest dal centro di Austin.

## Società

### Evoluzione demografica
Secondo il censimento del 2010, la popolazione era di 3 077 abitanti.

### Etnie e minoranze straniere
Secondo il censimento del 2010, la composizione etnica del CDP era formata dal 91,03% di bianchi, l'1,4% di afroamericani, lo 0,39% di nativi americani, il 4,32% di asiatici, lo 0% di oceanici, lo 0,91% di altre razze, e l'1,95% di due o più etnie. Ispanici o latinos di qualunque razza erano il 6,43% della popolazione.